# NPO Spirit
NPO Spirit was het levensbeschouwelijke digitale themakanaal en on-demand platform van de Nederlandse Publieke Omroep. Het was een Nederlands themakanaal dat zich richtte op evangelische en aanverwante christenen en behoorde tot het portaal Nederland 4 van de Nederlandse Publieke Omroep.

Het logo van Spirit 24 gebruikt van mei 2009 t/m 10 maart 2014

NPO Spirit was de voortzetting (in omroep-gezamenlijkheid) van het NCRV-platform '/Geloven'.
Het digitale themakanaal begon in 2009 als Omega TV en was een samenwerking tussen alle levensbeschouwelijke omroepen in Hilversum. De omroepen met een A-status (EO, KRO en NCRV) en de 2.42-omroepen BOS, HUMAN, IKON, Joodse Omroep (JO), OHM, RKK en Zendtijd voor Kerken (ZvK) werkten gezamenlijk aan de programmering van het platform. Het kanaal werd beheerd door de EO. Via het kanaal werden veel oude EO-programma's uitgezonden.
Op 8 december 2008 moest de EO stoppen met het uitzenden via het themakanaal omdat de NPO bepaalde dat het aantal van zeventien themakanalen van Nederland terug moest naar twaalf. De EO reageerde teleurgesteld op het besluit.
De laatste uitzending van NPO Spirit was in december 2015. Het on-demand themakanaal npospirit.nl is per 1 januari 2016 opgeheven.